# Lista odcinków serialu Notatnik śmierci
Poniżej znajduje się lista odcinków serialu Notatnik śmierci. Anime było emitowane w latach 2006–2007 przez telewizję NTV, a po zakończeniu emisji stacja wyemitowała dwa odcinki specjalne. W polskiej telewizji serial emitowany był na kanałach AXN SciFi oraz Hyper+, jednak żadna z nich nie wyemitowała odcinków specjalnych. Zrobiła to stacja AXN Spin.

## Lista odcinków
| # | Polski tytuł / Oryginalny tytuł  | Premiera w Japonii (NTV) | Premiera w Polsce (AXN SciFi) |
| --- | -------------------------------- | ------------------------ | ----------------------------- |
| 1 | Odrodzenie Shinsei (新生)        | 3 października 2006      | 9 lutego 2008                 |
| Siedząc w szkole, Light Yagami zauważa spadający z nieba notatnik. Kiedy go podnosi, zauważa, że jest on zatytułowany „Death Note” („Notatnik Śmierci”). Zawarta w nim instrukcja informuje, że po wpisaniu imienia i nazwiska osoby, której twarz się zna – nastąpi jej śmierć. Wkrótce potem do Lighta przybywa shinigami Ryūk, który wyjaśnia dokładnie chłopakowi działanie Notesu. |                                  |                          |                               |
| 2 | Rozgrywka Taiketsu (対決)        | 10 października 2006     | 10 lutego 2008                |
| Dzięki Notesowi, przestępcy zaczynają nagle ginąć na niewytłumaczalne zawały serca. Sprawę przejmuje międzynarodowa policja, z którą kontaktuje się tajemniczy, najlepszy detektyw na świecie – L, który określa zabójcę jako „Kira”. L przygotowuje też intrygę, dzięki której udaje się ustalić, że Kira przebywa w Japonii. |                                  |                          |                               |
| 3 | Wymiana Torihiki (取引)          | 17 października 2006     | 16 lutego 2008                |
| Light otrzymuje informacje o przestępcach z komputera ojca – Sōichirō Yagamiego, który jest szefem policyjnej grupy śledczej (ICPO), ścigającej Kirę. Ryūk składa Lightowi propozycję wymiany oczu Shinigami. |                                  |                          |                               |
| 4 | Poszukiwanie Tsuiseki (追跡)     | 24 października 2006     | 17 lutego 2008                |
| Light testuje Notes Śmierci, by dowiedzieć się jak dokładnie może określić zachowanie ofiary przed śmiercią i rodzaj zgonu. Odkrywa dzięki temu, że Notes ma swoje ograniczenia. Orientuje się także, że jest śledzony i dzięki nowej wiedzy o Notesie, przygotowuje pułapkę na obserwatora, którym okazuje się być agent FBI, Raye Penber. |                                  |                          |                               |
| 5 | Taktyki Kakehiki (駆引)          | 31 października 2006     | 23 lutego 2008                |
| Light zabija wszystkich 12 agentów FBI, przysłanych do grupy L-a, włącznie z Rayem Penberem. Wysyła także tropiącej go grupie, trzy zaszyfrowane wiadomości. Tymczasem w śledztwo włącza się także narzeczona zmarłego Penbera, była agentka FBI, Naomi Misora. |                                  |                          |                               |
| 6 | Otwarta rana Hokorobi (綻び)     | 7 listopada 2006         | 24 lutego 2008                |
| W policji prowadzącej śledztwo ws. Kiry, formuje się sześcioosobowa grupa, do której należą Sōichirō Yagami, Tōta Matsuda, Shūichi Aizawa, Kanzō Mogi i Hirokazu Ukita. Spotykają się oni po raz pierwszy z L'em, którego twarzy ani prawdziwej tożsamości nikt nie zna. |                                  |                          |                               |
| 7 | Pokusa Donten (曇天)             | 14 listopada 2006        | 1 marca 2008                  |
| Light spotyka się Naomi Misorą, która przedstawia mu się jako Maki. Wpisując jej imię do Notesu Śmierci, młody Yagami jest bardzo zaskoczony, że kobieta nie umiera. Wkrótce potem orientuje się, że imię nie było prawdziwe i usiłuje poznać prawdziwą tożsamość. Gdy to się udaje, wpisuje imię Naomi do Notatnika, pozorując jej samobójstwo. |                                  |                          |                               |
| 8 | Zasięg wzroku Mesen (目線)       | 21 listopada 2006        | 2 marca 2008                  |
| L dowiaduje się o zniknięciu Naomi i od razu kojarzy to ze sprawą Kiry. Następnie podejmuje decyzję o zainstalowaniu kamer i odsłuchów w domach: wicedyrektora policji Kitamury, oraz szefa Yagamiego. Informuje także grupę, że jego podejrzanym jest syn szefa, Light Yagami. |                                  |                          |                               |
| 9 | Kontakt Sesshoku (接触)          | 28 listopada 2006        | 8 marca 2008                  |
| Light ma egzaminy wstępne na uniwersytet Todai. Na egzaminach pojawia się także L, który razem z młodym Yagamim zajmuje pierwsze miejsce i wygłasza mowę inauguracyjną. Następnie zdradza Lightowi swoją prawdziwą tożsamość, by zaobserwować jego reakcję. |                                  |                          |                               |
| 10 | Podejrzenie Giwaku (疑惑)        | 5 grudnia 2006           | 9 marca 2008                  |
| L zaprasza Lighta na tenisa, by przekonać się czy podobnie jak detektyw, nie lubi przegrywać. Tuż po rozgrywce Hideki Ryūga (pod takim pseudonimem występuje L) wyjawia Lightowi, że podejrzewa go o bycie Kirą. Jednocześnie prosi go o pomoc w śledztwie. W czasie ich rozmowy okazuje się, ze Sōichirō Yagami miał zawał. |                                  |                          |                               |
| 11 | Wejście Totsunyū (突入)          | 12 grudnia 2006          | 15 marca 2008                 |
| Telewizja Sakura zaczyna nadawać rzekome nagrania od Kiry. Light od razu zaczyna podejrzewać, że jest druga osoba, która posiada Notes Śmierci. Usiłując powstrzymać transmisję audycji w telewizji, jeden z członków ICPO – Hirokazu Ukita ginie. Dzieje się tak, ponieważ drugi Kira ma zdolność poznawania tożsamości osoby, widząc jej twarz. |                                  |                          |                               |
| 12 | Miłość Koigokoro (恋心)          | 26 grudnia 2006          | 16 marca 2008                 |
| Okazuje się, że drugim Kirą jest popularna modelka, Misa Amane, której towarzyszy shinigami Rem. Rem opowiada dziewczynie historię, jak zdobyła Notatnik Śmierci, a także o tym jak można zabić shinigami. |                                  |                          |                               |
| 13 | Wyznanie Kokuhaku (告白)         | 9 stycznia 2007          | 22 marca 2008                 |
| Light i Matsuda działają w terenie, starając się ustalić tożsamość drugiego Kiry. Tymczasem Misa, która wymieniła z shinigami oczy i dzięki temu może poznać tożsamość dowolnej osoby, widząc tylko jej twarz, wypatruje prawdziwego Kiry. Kiedy widzi Lighta, orientuje się, że to on jest właścicielem Notatnika Śmierci. Wkrótce potem odwiedza go w domu i wyjawia swoją tożsamość. |                                  |                          |                               |
| 14 | Przyjaciel Tomodachi (友達)      | 16 stycznia 2007         | 23 marca 2008                 |
| Light i Misa przedstawiają sobie nawzajem towarzyszących im shinigami. Rem grozi młodemu Yagamiemu, że jeśli bezpieczeństwo Misy będzie zagrożone, ona go zabije. L dochodzi do wniosku, że pierwszy i drugi Kira musieli się spotkać i prawdopodobnie współpracują. |                                  |                          |                               |
| 15 | Ryzyko Kake (賭け)               | 23 stycznia 2007         | 29 marca 2008                 |
| L mówi grupie, że jeśli w najbliższych dniach zginie, Light powinien zostać aresztowany. Wkrótce potem spotyka się z młodym Yagamim i przekazuje tę samą wiadomość. Jednocześnie dołącza do nich Misa, z czego cieszy się Light, gdyż będzie mógł poznać prawdziwe imię L. Zaraz po spotkaniu grupa dowodzona przez L aresztuje Misę, pod zarzutem bycia drugim Kirą. |                                  |                          |                               |
| 16 | Decyzja Ketsudan (決断)          | 30 stycznia 2007         | 30 marca 2008                 |
| Misa jest uwięziona i konsekwentnie przesłuchiwana, pomimo tego, że zrzekła się posiadania Notesu i straciła wszelkie wspomnienia o byciu drugim Kirą. Light także prosi, by jego uwięziono i zrzeka się swojego Notesu, co wcześniej uzgodnił z Ryūkiem. |                                  |                          |                               |
| 17 | Egzekucja Shikkō (執行)          | 6 lutego 2007            | 5 kwietnia 2008               |
| Po 53 dniach uwięzienia, Light i Misa zostają uwolnieni. Sōichirō Yagami zabiera ich na ustawioną egzekucję, aby przekonać się czy którekolwiek użyje mocy Kiry, by uniknąć śmierci. Ponieważ oboje utracili wspomnienia, związane z Notatnikiem Śmierci, nie mogą tego zrobić. Tymczasem uwagę śledczych przykuwa korporacja Yotsuba. |                                  |                          |                               |
| 18 | Towarzysze Nakama (仲間)         | 13 lutego 2007           | 6 kwietnia 2008               |
| L skuwa się kajdankami z Lightem, by móc go dokładnie obserwować. Podejrzewa jednocześnie, że współpraca Kiry z Yotsubą może być na gruncie finansowym. Jednocześnie wychodzi na jaw, że politycy biorą łapówki od Kiry i wymuszają by policja zaprzestała śledztwa. W wyniku tego wszyscy z grupy śledczej z wyjątkiem Aizawy, odchodzą ze służby. |                                  |                          |                               |
| 19 | Matsuda (姑息)                   | 20 lutego 2007           | 12 kwietnia 2008              |
| Matsuda, który funkcjonuje jako menadżer Misy, postanawia dostać się do siedziby Yotsuby, aby zdobyć dodatkowe informacje. Udaje mu się podsłuchać rozmowę o Kirze i planowanych zabójstwach, lecz zostaje przyłapany. L i reszta grupy starają się zorganizować ratunek. |                                  |                          |                               |
| 20 | Zastępstwo Kosoku (姑息)         | 27 lutego 2007           | 13 kwietnia 2008              |
| Dzięki zainstalowanym podsłuchom i kamerom, grupa śledcza obserwuje spotkanie właścicieli Yotsuby. Postanawiają skontaktować się z jednym z członków – Reijim Namikawą i zaszantażować go, tak by wykrył, który z nich jest trzecim Kirą. |                                  |                          |                               |
| 21 | Aktywność Katsuyaku (活躍)       | 6 marca 2007             | 19 kwietnia 2008              |
| Na prośbę L-a, Misa stara się wybadać członków grupy Yotsuba. W czasie przerwy kontaktuje się z nią Rem. Ponieważ Misa nie posiada Notesu, shinigami opowiada jej o tym, kiedy ona była Kirą. Zdradza jej także, że obecnym właścicielem Notesu jest Kyōsuke Higuchi. |                                  |                          |                               |
| 22 | Kierownictwo Yūdō (誘導)         | 13 marca 2007            | 20 kwietnia 2008              |
| L stwierdza, że nie można aresztować Higuchiego dopóki nie dowiedzą się w jaki sposób Kira zabija. Przygotowuje on specjalny program w telewizji Sakura. Ma w nim incognito wystąpić Matsuda, który zdradzi tożsamość Kiry. |                                  |                          |                               |
| 23 | Szaleństwo Kyōsō (狂騒)          | 20 marca 2007            | 26 kwietnia 2008              |
| Higuchi za wszelką cenę stara się nie dopuścić do ujawnienia jego tożsamości. Rozmawia z Rem, aby poradzić się co ma zrobić. Wpisuje on imię Matsudy do Notesu, nie wiedząc, że jest ono fałszywe. Kiedy orientuje się, że Matsuda nadal żyje, Higuchi udaje się do siedziby telewizji, gdzie wpada w zasadzkę grupy śledczej. Udaje mu się uciec, jednak dzięki pomocy Aizawy zostaje schwytany. |                                  |                          |                               |
| 24 | Zmartwychwstanie Fukkatsu (復活) | 27 marca 2007            | 27 kwietnia 2008              |
| Po dotknięciu Notesu Śmierci, L orientuje się, że shinigami naprawdę istnieją, natomiast Light odzyskuje wspomnienia o byciu Kirą. Wychodzi także na jaw, że Light prosił Ryūka, aby dopisał do Notesu fałszywe zasady (jeśli ktoś nie użyje Notesu po 13 dniach o poprzedniego użycia – zginie). Natomiast Misie, Light poleca odnalezienie ukrytego Notatnika i wpisanie do niego prawdziwego imienia L. Ponieważ dziewczyna go nie pamięta wymienia z Ryūkem oczy shinigami.                                                  |                                  |                          |                               |
| 25 | Cisza Chinmoku (沈黙)            | 3 kwietnia 2007          | 4 maja 2008                   |
| L przepytuje Rem odnośnie do Notatnika Śmierci. W tym samym czasie zabijaniem przestępców zajmuje się Misa. Następnie Light odbywa sentymentalną rozmowę z L'em. Detektyw wyjawia chłopakowi, że zamierza przetestować prawdziwość zasady 13 dni, która działała na korzyść Misy. Rem orientuje się, że Light od początku przewidział taki obrót wydarzeń, który skłoni ją do zabicia L-a, aby ochronić Misę. Shinigami wpisuje imiona detektywa oraz Watariego do swojego Notesu, jednocześnie ginąc.                           |                                  |                          |                               |
| 26 | Reinkarnacja Saisei (再生)       | 10 kwietnia 2007         | 4 maja 2008                   |
| Odcinek w połowie poświęcony podsumowaniu dotychczasowego przebiegu fabuły. W drugiej połowie akcja toczy się pięć lat po śmierci L-a. Light Yagami wstępuje do National Police Agency (NPA) i zostaje szefem grupy ścigającej Kirę. |                                  |                          |                               |
| 27 | Porwanie Yūkai (誘拐)            | 17 kwietnia 2007         | 10 maja 2008                  |
| Opiekun w domu dziecka, przekazuje dwojgu nastolatkom: Nearowi i Mello informację o śmierci L-a. Walcząc o spuściznę po detektywie Mello opuszcza dom dziecka, natomiast Near sprzymierza się z prezydentem USA i agentami FBI tworząc Special Provision for Kira (SPK) – specjalną grupę do zbadania sprawy Kiry. Tymczasem Mello porywa dyrektora policji Takimurę, a następnie Sayu Yagami – siostrę Lighta. |                                  |                          |                               |
| 28 | Niecierpliwość Shōsō (焦燥)      | 24 kwietnia 2007         | 10 maja 2008                  |
| Near proponuje Lightowi współpracę w złapaniu porywaczy Sayu. Sōichirō Yagami, bierze Notes śmierci i wyrusza na ratunek swojej córce. Udaje mu się dokonać wymiany i przekazuje Mello Notes w zamian za uwolnienie Sayu. Wkrótce potem większość pomocników Neara ginie. |                                  |                          |                               |
| 29 | Ojciec Chichioya (父親)          | 1 maja 2007              | 18 maja 2008                  |
| Light postanawia po raz drugi zrzec się posiadania Notatnika i informuje o tym Ryūka. W tym czasie korzysta z Notesu Misy. Chcąc odzyskać Notes od Mello i rozbić jego grupę przestępczą, Sōichirō Yagami wymienia oczy shinigami z Ryūkiem. Kiedy dochodzi do konfrontacji, Yagami odczytuje prawdziwe imię Mello (Mihael Keehl), jednak nie potrafi skorzystać z Notesu. Zostaje postrzelony i niedługo potem umiera w szpitalu.                                                                                               |                                  |                          |                               |
| 30 | Sprawiedliwość Seigi (正義)      | 8 maja 2007              | 18 maja 2008                  |
| Prezydent Stanów Zjednoczonych ogłasza, że jego kraj będzie odtąd neutralny w sprawie Kiry. Ranny Mello odwiedza grupę Neara, by odebrać swoje dawne zdjęcie. W zamian za to informuje SPK, że niektóre zasady w Notesie mogą być fałszywe. Near, podejrzewający Lighta, informuje japońską grupę ds. Kiry, że chciałby sprawdzić prawdziwość działania zasady 13 dni. |                                  |                          |                               |
| 31 | Transfer Ijō (移譲)              | 15 maja 2007             | 24 maja 2008                  |
| Pod wpływem audycji popierających działania Kiry w telewizji Sakura, grupa SPK zostaje zaatakowana przez cywilów. Dzięki podstępowi udaje im się uciec. Wkrótce potem Near kontaktuje się z członkami japońskiej grupy śledczej i informuje, że jego głównym podejrzanym jest Light. Prosi także o kontakt tych, którzy myślą podobnie. Niebawem zgłasza się do niego Aizawa. |                                  |                          |                               |
| 32 | Selekcja Sentaku (選択)          | 22 maja 2007             | 25 maja 2008                  |
| Okazuje się, ze obecnym posiadaczem Notesu (czwartym Kirą) jest prokurator Teru Mikami. Dokonuje on osądów ponieważ w dzieciństwie nie udało mu się wprowadzać sprawiedliwości metodami pokojowymi. Jego rzeczniczką zostaje Kiyomi Takada – dziewczyna Lighta z czasów studenckich. |                                  |                          |                               |
| 33 | Pośmiewisko Chōshō (嘲笑)        | 29 maja 2007             | 31 maja 2008                  |
| Near przylatuje do Japonii. Udaje mu się powiązać działania Lighta i Mikamiego, poprzez pośrednictwo Takady. Dzięki temu, dochodzi do wniosku, ze Mikami musi być czwartym Kirą. Śledzący prokuratora Gevanni, potwierdza te przypuszczenia, gdy staje się naocznym świadkiem, jak Mikami wpisuje do Notesu nazwisko osoby, która zginie. |                                  |                          |                               |
| 34 | Czujność Koshi (虎視)            | 5 czerwca 2007           | 1 czerwca 2008                |
| Aizawa przygotowując pokój do spotkania Lighta z Takadą, postanawia sprawdzić, czy nie porozumiewają się oni na papierze. Kiedy jego przypuszczenie się potwierdzają, coraz bardziej skłania się ku przekonaniu, że Light jest Kirą. Tymczasem Near zatrzymuje Misę Amane, a Gevanniemu każe sfotografować Notes Śmierci Mikamiego. |                                  |                          |                               |
| 35 | Morderczy zamiar Satsui (殺意)   | 12 czerwca 2007          | 7 czerwca 2008                |
| Mello porywa rzeczniczkę Kiry – Takadę. Uwięziona Takada zapisuje na kartkach wyrwanych z Notatnika, imię Mello zabijając go. Wkrótce potem, Light zapisuje jej imię w Notesie, jako przyczynę śmierci podając samobójstwo. Tymczasem Near i Light ustalają okoliczności spotkania obu grup śledczych. |                                  |                          |                               |
| 36 | 1.28 (1.28)                      | 19 czerwca 2007          | 8 czerwca 2008                |
| Grupa Lighta oraz grupa Neara spotykają się 28 stycznia w opuszczonym magazynie. Near zdradza, że powinien pojawić się także czwarty Kira – Teru Mikami. Następnie wyjawia, że zmodyfikował jego notes i nawet jeśli prokurator zapisze w nich imiona, to wszyscy przeżyją. Mikami pojawia się na miejscu i dzięki oczom shinigami widzi imiona wszystkich osób i zapisuje je (oprócz Lighta) w Notesie Śmierci. |                                  |                          |                               |
| 37 | Nowy świat Shinsekai (新世界)    | 26 czerwca 2007          | 15 czerwca 2008               |
| Minutę po wpisaniu imion do Notatnika, nikt nie zginął. Near wyjaśnia zaskoczonemu Lightowi, że wiedział iż Mikami zapisuje fałszywy Notes, a prawdziwym Notesem posługiwała się Takada (jako piąty Kira). Zaznacza, że podmienił Notes Mikamiego w całkowitej tajemnicy. Nie mogąc uwierzyć Light usiłuje zapisać nazwisko Neara na kartce ukrytej w zegarku, ale zostaje postrzelony przez Matsudę. Ciężko ranny Light ucieka, ale Ryūk wpisuje jego imię do swojego Notesu Śmierci, tak jak się z nim umówił pierwszego dnia. |                                  |                          |                               |

## Specjalne filmy telewizyjne
| # | Tytuł | Premiera         |
| --- | --- | ---------------- |
| S1 | Death Note Relight - Visions of God Direkutāzu katto kanzen ketchaku riraito: Genshisuru kami (ディレクターズカット完全決着版 〜リライト•幻視する神〜) | 31 sierpnia 2007 |
| Bezimienny shinigami, chcący odwiedzić świat ludzi, składa Ryūkowi wizytę w jakiś czas po śmierci Kiry. Otrzymując od niego jabłko, Ryūk zgadza się opowiedzieć historię Lighta, którą kończy w momencie śmierci L. Shinigami odchodzi, patrząc na świat ludzi. | |                  |
| S2 | Death Note Relight 2: Następca L Riraito 2: L o tsugu mono (リライト2 Lを継ぐ者)                                                                       | 22 sierpnia 2008 |
| Odcinek podsumowujący epizody Mella i Neara, wieńczona odejściem Ryūka ze świata ludzi. Dodano również scenę, w której Aizawa i Matsuda znajdują ciało Lighta.                                                                                                  | |                  |